# Дете (его състояние)
 Тази статия е за его състоянието Дете.  За архетипа Дете вижте Дете (архетип).  
Дете е термин от трансакционния анализ и е едно от трите его състояния, които постулира Ерик Бърн. Според него Дете е „тази част от личността, която се е съхранила в детството…и всеки човек, на всяка възраст може да има чувства, мисли и поведение като в детството“. Според друго определение то е „набор от чувства, отношения и модели на поведение, които са отживелици от собственото детство на индивида“. Ерик Бърн нарича още това его състояние Археопсихика (от гръцки най-стара психика/душа).
В структурен план его състоянието Дете се дели на три:
- Дете в Детето – Това е първичното усещане да си малък
- Възрастен в Детето – Това е тази част, която е творческа, интуитивна и даротива. Ерик Бърн я нарича „Малкия Професор“.
- Родител в Детето – Това е тази част, в която са формите на поведение и чувстване, усвоени от родителите.

Във функционален план се подразделя на две:
- Свободно Дете, за което са присъщи спонтанност, независимост, импулсивност, творчество и егоцентричност.
- Адаптирано Дете – То е ограничено от Родителя. Движещи елементи са страха, чувството за вина, стремежа към нагласа.

В Адаптираното дете има две основни нагласи – Подчинено дете и Бунтовно се дете. И двете нагласи се проявяват в отговор на въздействията на Родителя.
За Адаптираното и Естественото Дете Ерик Бърн казва:
| „     | Адаптираното Дете действа под влияние на Родителя и изменя своето естествено поведение – с жалби и уклончивост. Естественото Дете е по-свободно, по-импулсивно и повече проявява своите слабости. Детето в много отношения е най-ценният аспект на личността и ако намира нормални и здравословни начини за себеизразяване и наслаждение, то дава плодотворен принос в жизнеността и щастието на индивида | “ |
| [ 4 ] | |   |

Детето може да се познае по два вида белези:
- Физически белези, които се състоят в сълзи, трепереща устна, цупене, свиване на рамене, сведен поглед, дразнене, възхищение, смях, гризене на нокти, кикотене и други.
- Словесни белези като например „искам“, „не знам“, „не ме интересува“, „по-голям“, „най-голям“, „по-добър“, „най-добър“[5][6]